# Дама (титула)
Дама (енгл. Dame) је додатак који се ставља уз име женског носиоца Ордена Уједињеног Краљевства, који додељује британски монарх (тренутно краљ Чарлс III). Еквивалент за мушки пол је сер.
Титула се додељује за животну посвећеност и изузетан допринос, за велики број области.

## Неки носиоци титуле
- Хелен Мирен
- Елизабет Тејлор
- Џули Eндруз
- Меги Смит
- Џуди Денч
- Силија Џонсон
- Агата Кристи
- Ребека Вест